# 1,2-dichloorethaan
1,2-dichloorethaan, ook bekend als ethyleendichloride (EDC), is een organische verbinding met als brutoformule C2H4Cl2. Het is een kleurloze vloeistof met een kenmerkende chloroformachtige geur. De stof wordt gebruikt in de bereiding van vinylchloridemonomeren en als apolair oplosmiddel, ontvetter of verfverwijderaar.  De stof wordt ook gebruikt als oplosmiddel voor chemische reacties, in het reactieschema wordt dan vaak de afkorting DCE gebruikt.

## Synthese
1,2-dichloorethaan wordt verkregen uit een reactie van etheen en chloorgas, met ijzer(III)chloride als katalysator:
{\displaystyle {\ce {C2H4 + Cl2 -> C2H4Cl2}}}

## Toxicologie en veiligheid
De stof ontleedt bij verhitting en bij verbranding met vorming van giftige en corrosieve dampen, onder andere waterstofchloride en fosgeen. 1,2-dichloorethaan reageert hevig met aluminium, alkalimetalen, ammoniak, basen en sterke oxidatiemiddelen. De verbinding tast kunststof en, in aanwezigheid van water, vele metalen aan.